# Thomas Xenakis
Thomas Xenakis (født 30. marts 1875 i Grækenland, død 7. juli 1942 i Californien) var en græsk gymnast. Han deltog i de første Olympiske Lege i 1896 i Athen. 
Xenakis stillede op individuelt i rebklatring, og her nåede kun to deltagere til tops i det 14 m høje reb: Xenakis og landsmanden Nikolaos Andriakopoulos. Sidstnævnte blev udnævnt til vinder, idet han nåede hurtigst op af de to. Tyskeren Fritz Hofmann blev nummer tre; han nåede 12,5 m. Han deltog også på det græske hold fra Panellinios Gymnastikos Syllogos i parallelle barrer. Holdet blev nummer to efter det tyske hold og foran et andet græsk hold fra Ethnikos Gymnastikos Syllogos.